# Wiseppe (rivier)
De Wiseppe is een rivier in Frankrijk met een lengte van 22 km in het stroomgebied van de Maas.
Ze loopt doorheen de Ardennen en het noorden van het departement Meuse. De Wiseppe is een directe zijrivier van de Maas langs de linkeroever.